# Осіріон

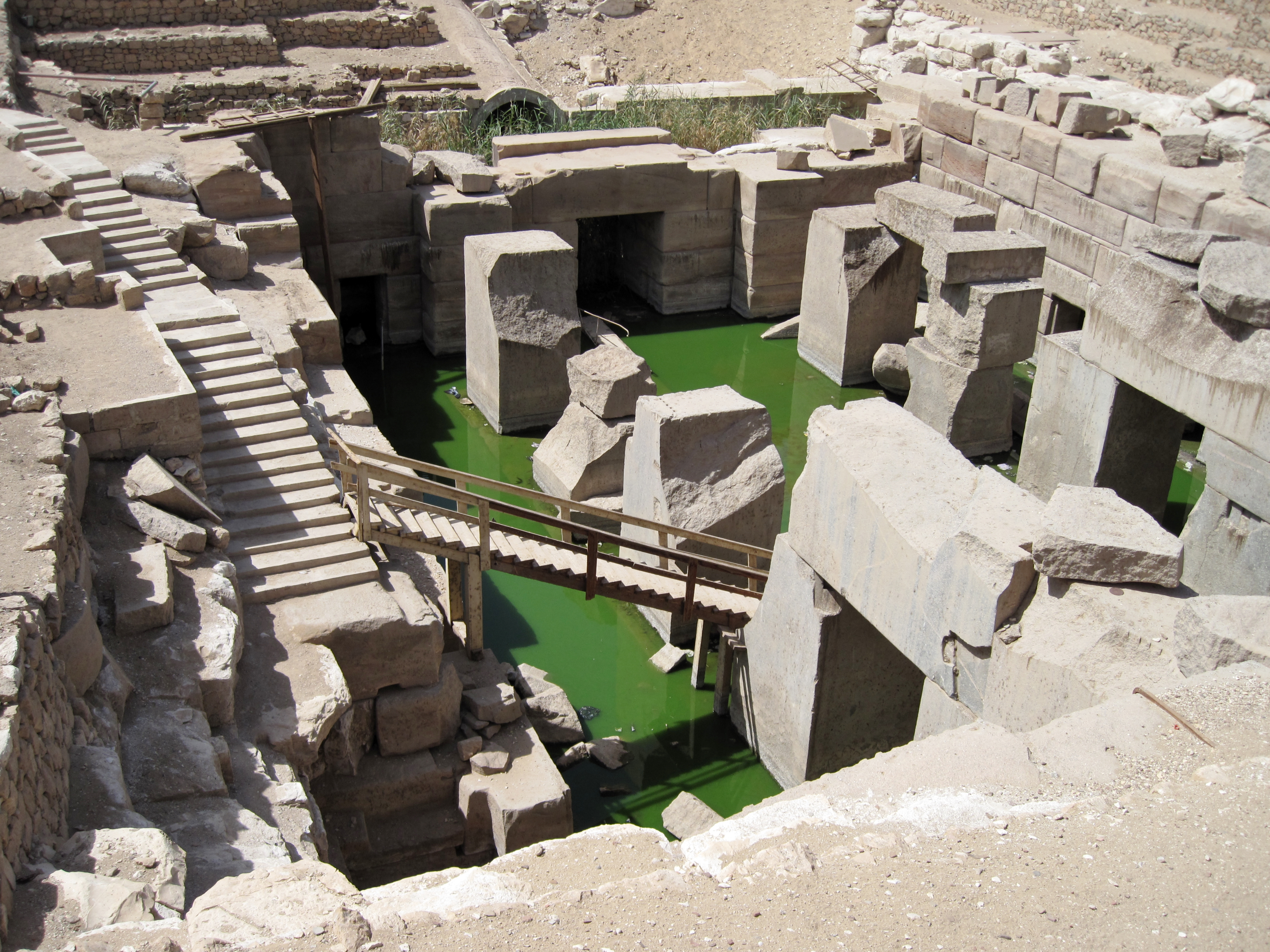
Руїни Осіріона, затоплені водою

Осіріон («могила Осіріса») — споруда з гігантських монолітів, мегалітичних споруда на 8-17 метрів нижче рівня храму, що примикає до західної стіни храму Сеті I в Абідос. Він є ніби невід'ємною частиною похоронного комплексу Сеті I, але за своїм стилем зовсім не схожий на навколишні споруди XVIII династії.

## Історія
Виявлений археологами Фліндерсом Пітрі та Маргарет Мюррей, які вели розкопки на цьому місці в 1902—1903. Від піску Осіріон розчищений тільки в 1914, так як рівень підлоги Осіріона розташований приблизно на 8 метрів нижче рівня храму Сеті. Професор Невілл з Дослідницького фонду Єгипту, розчистивши цей комплекс, вважав, що Осіріон є однією з найдавніших будівель Єгипту. Але після того, як в 1920-ті на його стінах виявили кілька написів від імені Сеті I, цю будівлю було оголошено будівництвом даного фараона.
Донині існують розбіжності з приводу того, хто саме побудував Осіріон і яким є його вік. Невідомо, з якої причини він знаходиться на кілька метрів нижче навколишніх будівель Сеті I.
Споруджений в техніці так званої мегалітичної кладки. Весь будинок складений із величезних монолітних блоків граніта. Камінь ретельно оброблений, блоки підігнані один до одного без найменшого зазору. Подібна техніка будівництва не має нічого спільного з тією, яка використовувалася при зведенні заупокійного храму Сеті I.
Через те, що Осіріон природним чином заповнюється водою, це унеможливлює створення барельєфів на поверхні його стін.

## Галерея

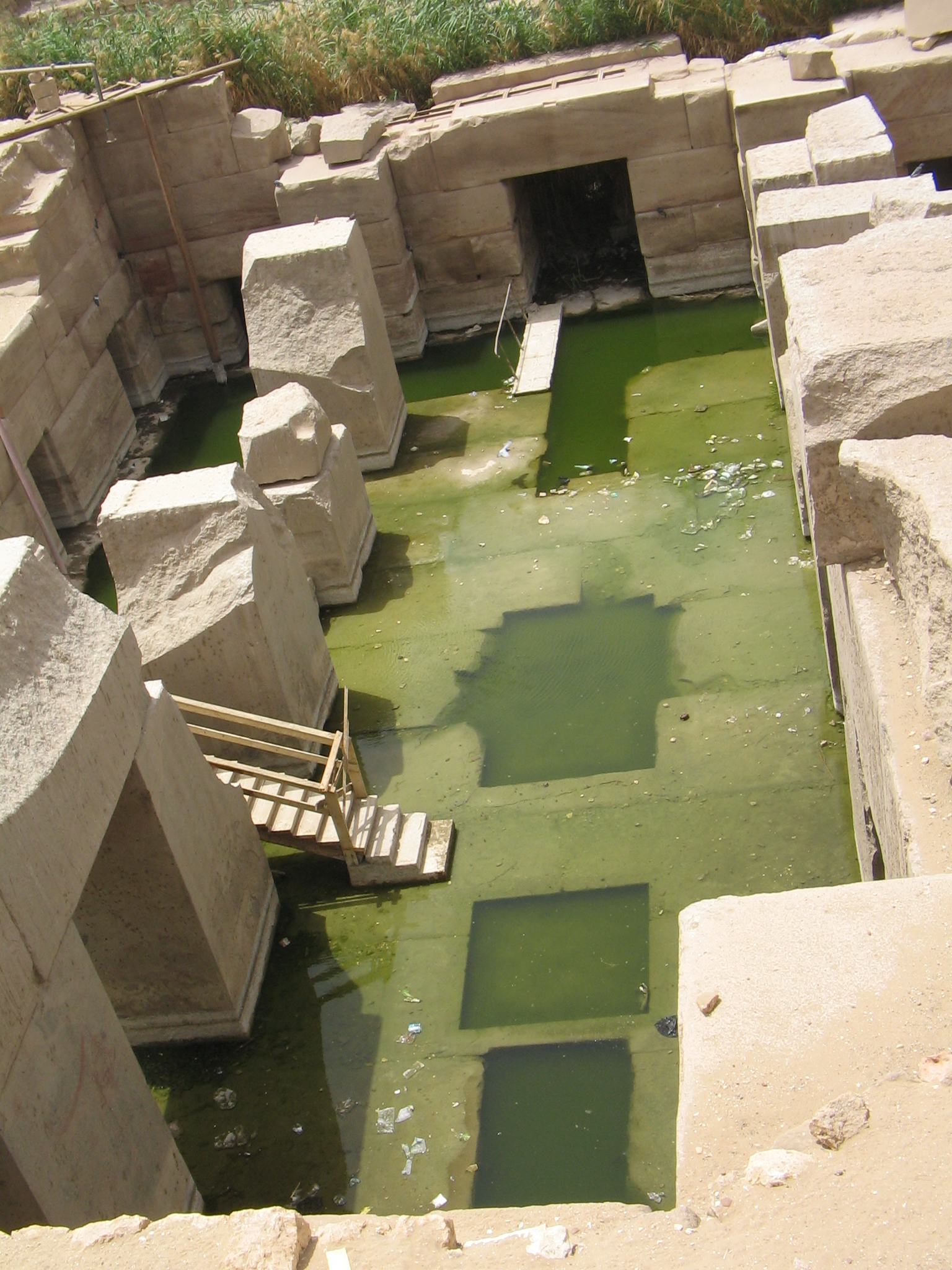
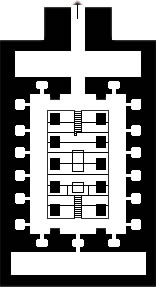
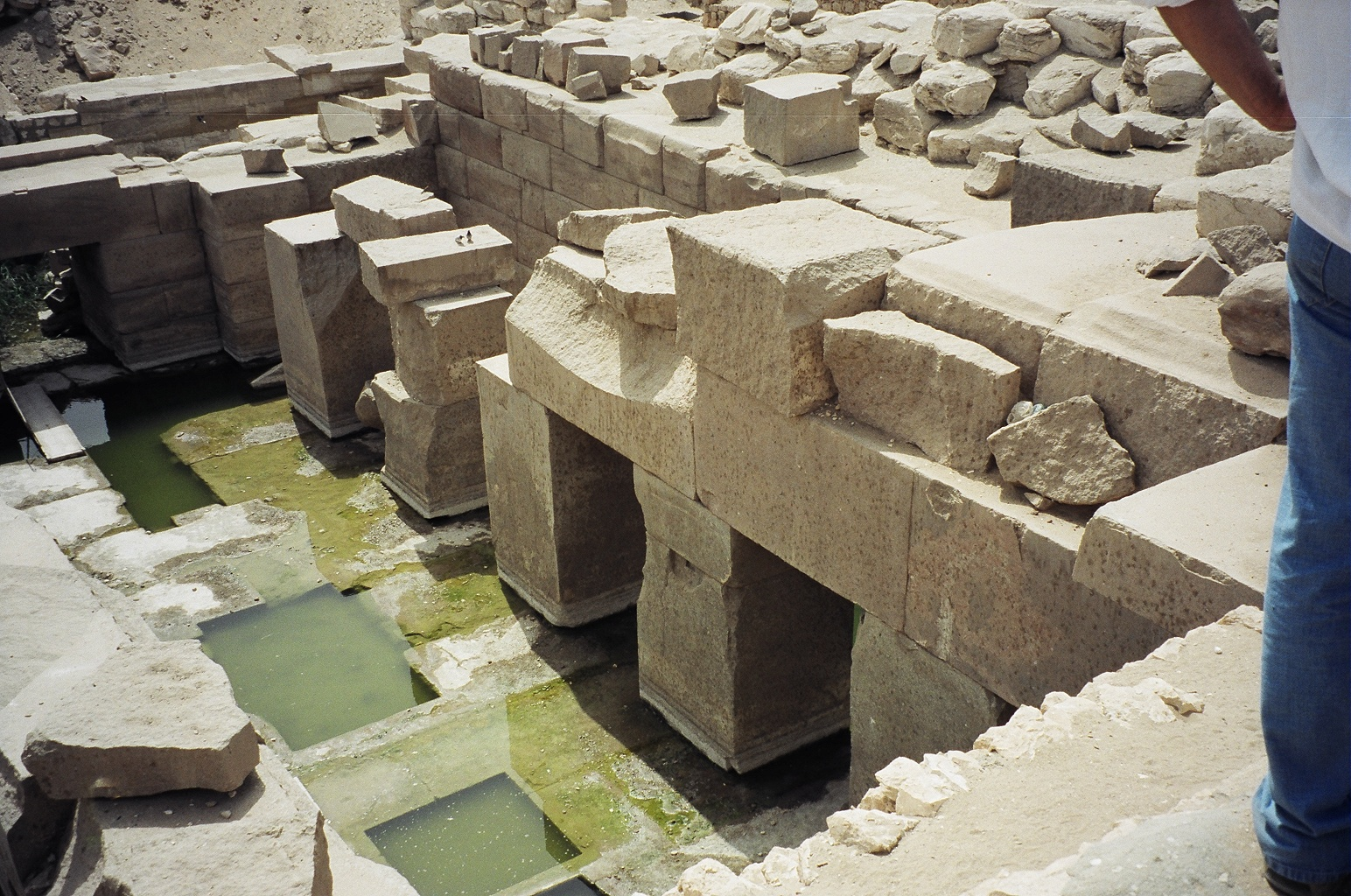
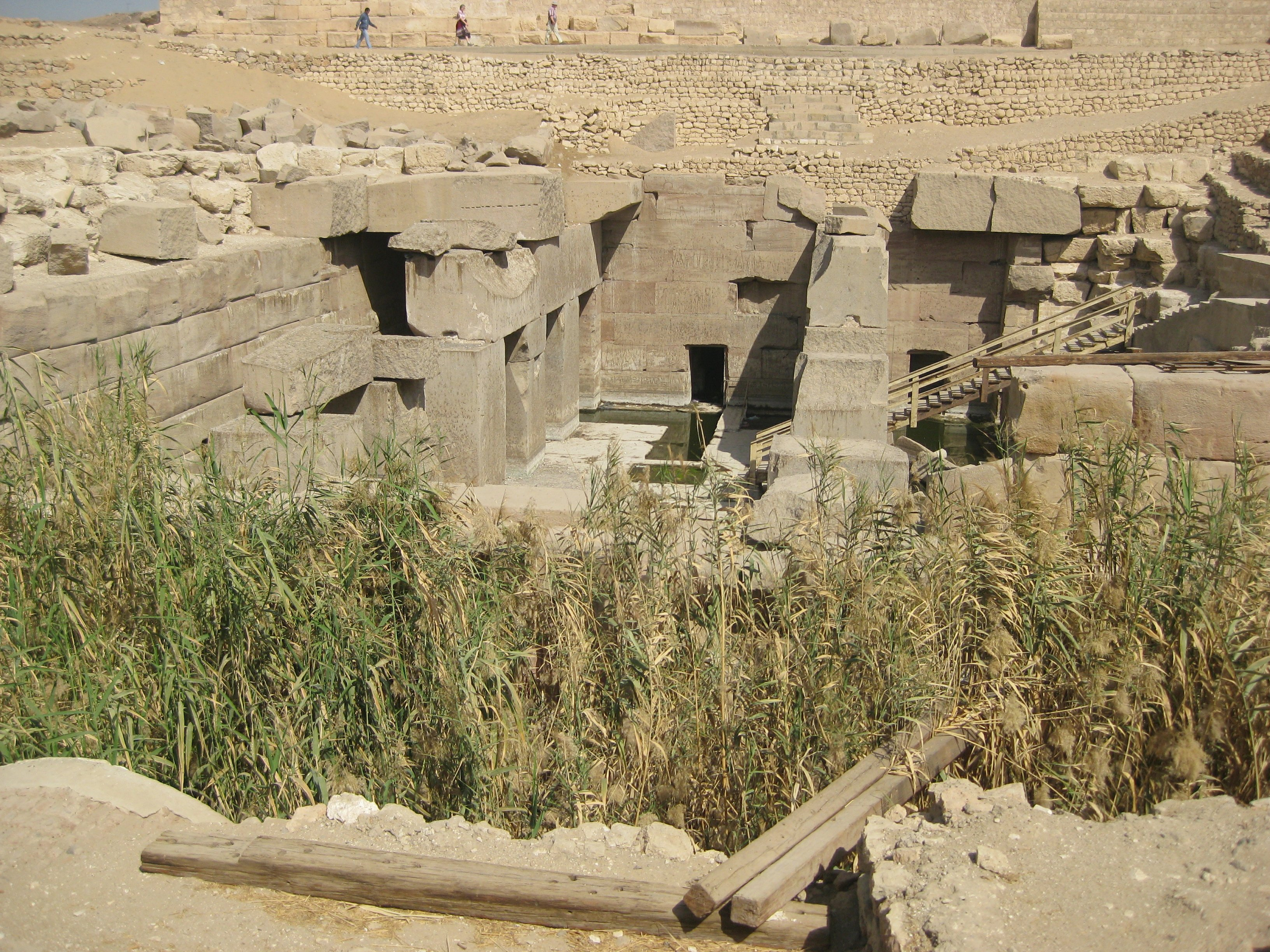
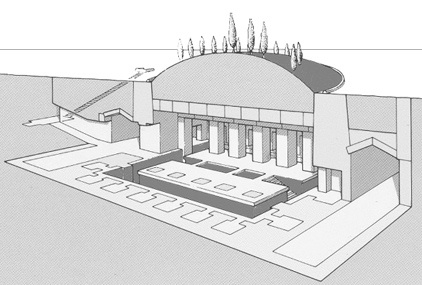
Реконструкція
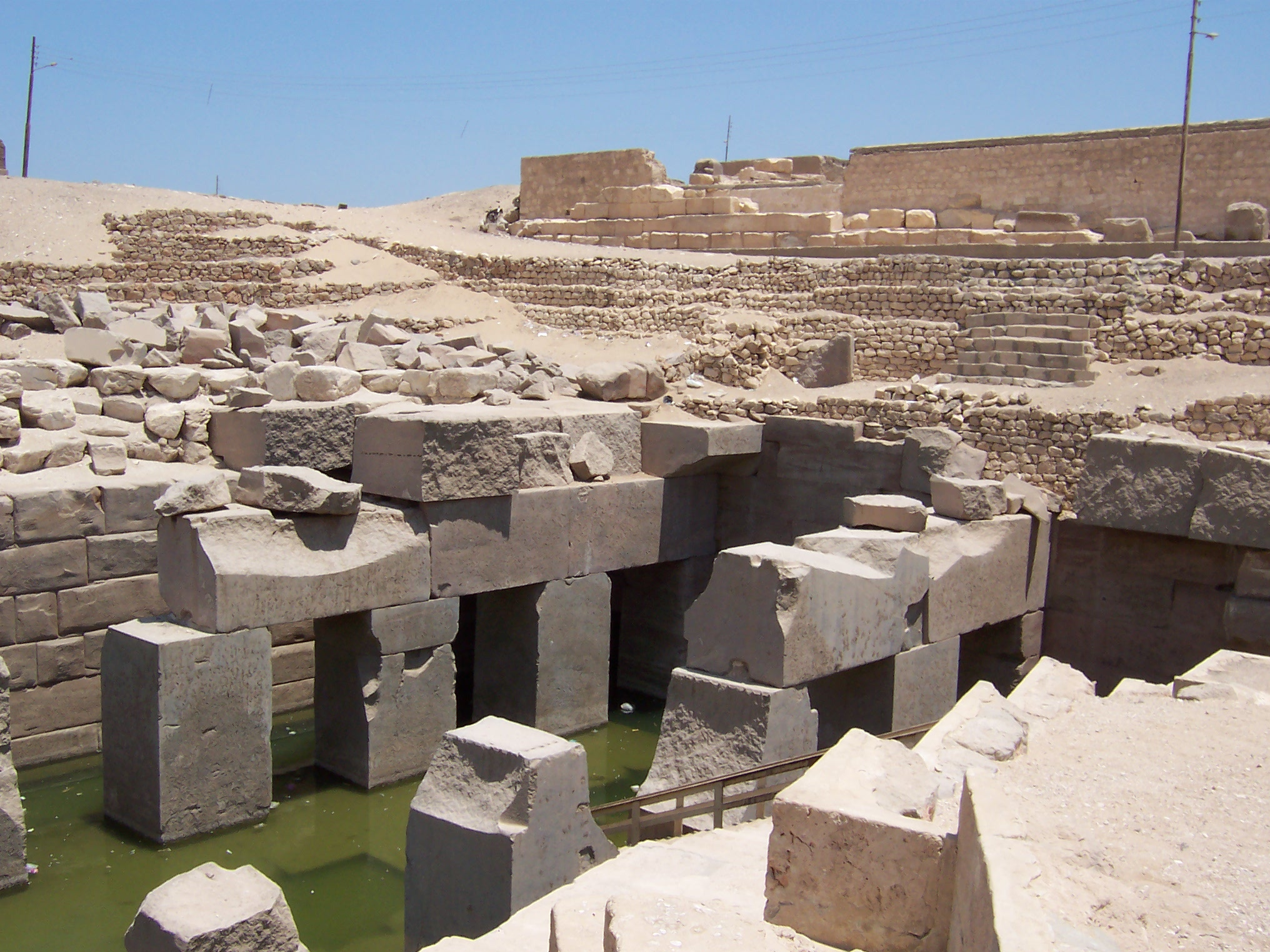
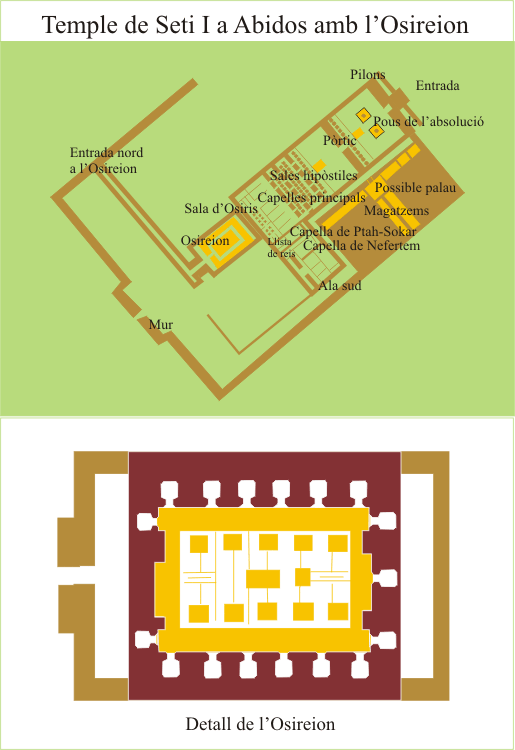